# Merta (řeka)
Merta je malá horská řeka v okrese Šumperk v Olomouckém kraji. Je to levostranný a celkově největší přítok řeky Desné. Délka toku činí 16,6 km. Plocha povodí má rozlohu 74,2 km².

## Průběh toku
Říčka Merta pramení v Hrubém Jeseníku na jihovýchodním svahu Vřesníku (1342 m) v nadmořské výšce 1240 m. Teče převážně jihozápadním směrem. Protéká Vernířovicemi, Sobotínem a Petrovem nad Desnou, kde se zleva vlévá do řeky Desné na jejím 17,0 říčním kilometru v nadmořské výšce 360 m.

### Větší přítoky
- Kamenitý potok, zprava, ř. km 9,2
- Klepáčovský potok, zleva, ř. km 4,2

## Vodní režim
Průměrný průtok u ústí činí 1,20 m³/s.